# Necator americanus
Necator americanus és una espècie de nematode de la família Ancylostomatidae. És un paràsit que viu a l'intestí prim de diferents hostes, com ara els humans, porcs, gossos i gats, i produeix la malaltia anomenada necatorosi. Juntament amb Ancylostoma duodenale són els ancilostomes que afecten amb més freqüència els humans. Necator americanus és present al Nou Món, mentre Ancylostoma duodenale, es troba al Vell Món. Són bastant similars i difereixen només en la seva distribució geogràfica, les estructures de la boca i la mida.
Necator americanus, s'ha proposat com una alternativa a Trichuris suis en la teràpia helmíntica en la malaltia de Crohn.

## Morfologia
Aquest paràsit posseeix dues plaques tallants dorsals i dues de ventrals al voltant del marge anterior de la càpsula bucal. També té un parell de dents a nivell subdorsal i un parell a nivell subventral localitzats prop de l'extrem posterior. Els mascles tenen de 7 a 9 mm de longitud. La vida mitjana mitjana d'aquests paràsits oscil·la entre 3 i 5 anys. Poden produir entre 5.000 a 10.000 ous per dia.

## Cicle de vida

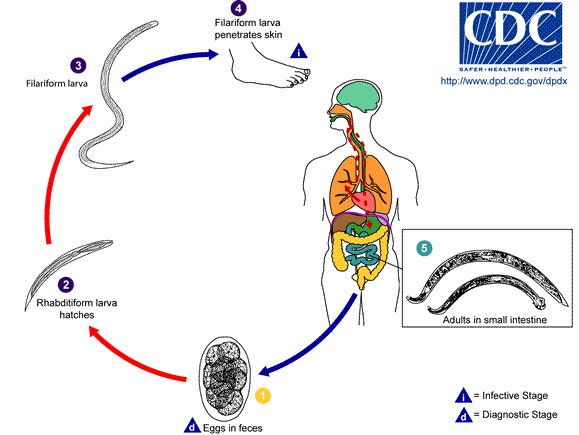

Aquest cuc s'origina a partir d'un ou anembrionat en la terra. Sota condicions favorables, després de 24 a 48 hores, els ous es tornen embrionats i es desclouen. La primera etapa juvenil de la seva existència s'anomena rabditiforme (en forma de bastó). Les larves rabditiformes creixen i muden en la terra, i es transformen en la segona etapa juvenil. En aquesta segona etapa, muden un cop més per assolir la tercera etapa juvenil, també anomenada filariforme (en forma de filària). Aquesta última és la forma infecciosa. La transformació de la forma rabditiforme a la filariforme dura de 5 a 10 dies. Aquesta forma larvària és capaç de penetrar la pell humana, migrar pel torrent sanguini i arribar al pulmó passant pel ventricle dret del cor. Una vegada aquí, perforen i penetren l'cavitat alveolar i ascendeixen per la tràquea on són deglutits i desceixen fins a l'intestí prim. En aquest lloc maduren i es converteixen en adults, s'agafen a la paret intestinal, s'alimenten de sang, i causen en casos severs una disminució significatriva de les xifres d'hemoglobina a l'hoste, ja que cada cuc és capaç d'ingerir entre 0,35 a 0,65 ml de sang al dia. Els ous acaben a la terra, després de sortir del cos a través de la femta. De mitjana, la majoria dels cucs adults són eliminats en 1 o 2 anys. El cicle de vida de N. americanus difereix lleugerament de l'A. duodenale. N. americanus no desenvolupa defenses en els hostes immunes, cosa necessària, per a la seva migració a través dels pulmons.

## Epidemiologia
N.americanus fou descobert inicialment a Brasil i posteriorment trobat també a Texas i les planes de Veneçuela. Va ser descrit també en nadius d'Àfrica, Xina, illes del pacífic sud, Índia i el Sud-est d'Àsia. És un paràsit de tipus tropical i és una espècie comuna en els humans. Aproximadament el 95 % dels ancilostomes trobats al sud-est dels Estats Units són N.americanus. Aquest paràsit es troba en humans, però també es troba en porcs, gossos i gats.
La transmissió de Necator americanus requereix el dipòsit de femta amb ous en sòls ombrejats i ben drenats i el seu desenvolupament és afavorit per les condicions del clima tropical com la calor i la humitat. Per aquesta raó les infeccions a nivell global són sovint reportades en llocs on ocorre contacte amb sòls contaminats.

## Símptomes
Quan els cucs adults s'adossen a les vellositats de l'intestí prim, succionen la sang de l'hoste, la qual cosa pot causar dolor abdominal, diarrea, còlics i pèrdua de pes fins a arribar a produir anorèxia. Les infestacions severes poden causar deficiència de ferro i anèmia ferropènica. Aquest tipus d'anèmia en els nens pot generar retard psíquic i físic.

## Diagnòstic en laboratori
La tècnica més comuna de diagnòstic per Necator americanus és mitjançant la presa d'una mostra de matèria fecal, fixar-la en formalina al 10 % i concentrar-la amb la tècnica de sedimentació amb etilacetat de formalina, i recollir posteriorment el sediment per veure-ho al microscopi. No obstant això, els ous de A. duodenale i N. americanus no es poden distingir entre si, la qual cosa pot fer-se per mitjà de la identificació de les larves. Aquestes poden ser trobades en la matèria fecal fins que les mostres romanguin a temperatura ambient durant un dia o més.